# Дејанце
Дејанце је насеље у Србији у општини Трговиште у Пчињском округу. Према попису из 2022. било је 22 становника (према попису из 2002. било је 57 становника).

## Историја
Тачно време настанка села није познато. Предпоставља се да је село добило име по неком Дејану, чији наследници су названи Дејанци. У селу су током турске владавине живели и Јуруци, који су се бавили сточарством, о чему сведочи локалитет познат као „Уручко гробље”.
Село је у 19. веку било чифлик и становници су били под тешким наметима, те поред пореза султану, мештани су морали и да кулаче и да дају трећину за агу, који је био власник пољопривредног земљишта. Кроз село је пролазио пут ка Ћустендилу и Цариграду, као и локални путеви ка Босилеграду и Кривој Паланци.
Село је након пораза Турске у рату са Русијом 1878. одлукама Санстефанског споразума било припојено Кнежевини Бугарској, али на интервенцију великих сила на Берлинском конгресу је враћено у границе Османског царства, те се након 1878. повећава зулум и репресије над становништвом овог краја, мештани су били пљачкани и нападани од стране Арнаута и досељених Мухаџира. Село је изгубило на значају и осиромашило кад су Турци након успостављања граница затворили путеве ка Босилеграду и Ћустендилу, где су мештани раније трговали стоком, храном, медом и домаћим производима.
Велики број мештана су били печелбари и одлазили су у Србију и Банат где су обављали физичке послове како би се прехранили,а понекад били плаћани у кукурузу. Пошто им је за прелазак у Србију био потребан пасош, који се тешко добијао, а и све већег турског зулума и сиромаштва, становници села су почели масовније да се исељују са породицама већ почетком 20. века.
Село Дејанце никад није имало школу и цркву, а верске потребе су обављане у православној цркви у Доњем Стајевцу.

## Демографија
У насељу Дејанце живи 50 пунолетних становника, а просечна старост становништва износи 44,8 година (42,9 код мушкараца и 47,3 код жена). У насељу има 21 домаћинство, а просечан број чланова по домаћинству је 2,71.
Ово насеље је великим делом насељено Србима (према попису из 2002. године).
|  |

| Демографија | Демографија | Демографија |
| Година      | Становника  | Становника  |
| ----------- | ----------- | ----------- |
| 1948.       | 238         |             |
| 1953.       | 270         |             |
| 1961.       | 200         |             |
| 1971.       | 160         |             |
| 1981.       | 120         |             |
| 1991.       | 75          | 75          |
| 2002.       | 57          | 57          |
| 2011.       | 40          |             |

| Етнички састав према попису из 2002.‍ | Етнички састав према попису из 2002.‍ | Етнички састав према попису из 2002.‍ | Етнички састав према попису из 2002.‍ | Етнички састав према попису из 2002.‍ |
| ------------------------------------ | ------------------------------------ | ------------------------------------ | ------------------------------------ | ------------------------------------ |
|                                      |                                      |                                      |                                      |                                      |
| Срби                                 | Срби                                 |                                      | 56                                   | 98,24%                               |
| непознато                            | непознато                            |                                      | 1                                    | 1,76%                                |

| Година пописа     | 1948. | 1953. | 1961. | 1971. | 1981. | 1991. | 2002. |
| ----------------- | ----- | ----- | ----- | ----- | ----- | ----- | ----- |
| Број домаћинстава | 32    | 31    | 31    | 26    | 28    | 22    | 21    |

| Број чланова      | 1 | 2 | 3 | 4 | 5 | 6 | 7 | 8 | 9 | 10 и више | Просек |
| ----------------- | - | - | - | - | - | - | - | - | - | --------- | ------ |
| Број домаћинстава | 5 | 6 | 1 | 8 | 1 | 0 | 0 | 0 | 0 | 0         | 2,71   |

| Пол    | Укупно | Неожењен/Неудата | Ожењен/Удата | Удовац/Удовица | Разведен/Разведена | Непознато |
| ------ | ------ | ---------------- | ------------ | -------------- | ------------------ | --------- |
| Мушки  | 27     | 10               | 15           | 2              | 0                  | 0         |
| Женски | 23     | 6                | 15           | 2              | 0                  | 0         |
| УКУПНО | 50     | 16               | 30           | 4              | 0                  | 0         |

| Пол    | Укупно                    | Пољопривреда, лов и шумарство | Рибарство                            | Вађење руде и камена | Прерађивачка индустрија       |
| ------ | ------------------------- | ----------------------------- | ------------------------------------ | -------------------- | ----------------------------- |
| Мушки  | 17                        | 6                             | 0                                    | 0                    | 9                             |
| Женски | 9                         | 4                             | 0                                    | 0                    | 4                             |
| УКУПНО | 26                        | 10                            | 0                                    | 0                    | 13                            |
| Пол    | Производња и снабдевање   | Грађевинарство                | Трговина                             | Хотели и ресторани   | Саобраћај, складиштење и везе |
| Мушки  | 0                         | 1                             | 0                                    | 0                    | 0                             |
| Женски | 0                         | 0                             | 0                                    | 0                    | 0                             |
| УКУПНО | 0                         | 1                             | 0                                    | 0                    | 0                             |
| Пол    | Финансијско посредовање   | Некретнине                    | Државна управа и одбрана             | Образовање           | Здравствени и социјални рад   |
| Мушки  | 0                         | 0                             | 1                                    | 0                    | 0                             |
| Женски | 0                         | 0                             | 0                                    | 0                    | 0                             |
| УКУПНО | 0                         | 0                             | 1                                    | 0                    | 0                             |
| Пол    | Остале услужне активности | Приватна домаћинства          | Екстериторијалне организације и тела | Непознато            | Непознато                     |
| Мушки  | 0                         | 0                             | 0                                    | 0                    | 0                             |
| Женски | 0                         | 0                             | 0                                    | 1                    | 1                             |
| УКУПНО | 0                         | 0                             | 0                                    | 1                    | 1                             |